# Линия Мита (Toei)
Линия Мита (яп. 都営地下鉄三田線 тоэй тикатэцу мита сэн) — линия метрополитена расположенная в Токио, принадлежащая Tokyo Metropolitan Bureau of Transportation (Toei). Линия проходит от станции Мэгуро расположенной в специальном районе Синагава до станции Ниси-Такасимадайра расположенной в специальном районе Итабаси. Составы продолжают движение от станции Мэгуро по линии Мэгуро до станции Хиёси. Участок от станции Сироканэ-Таканава до станции Мэгуро используется совместно с линией Намбоку.
На картах и вывесках линия отмечена синим цветом. Станции помечены значком  и двухзначным номером.

## Обзор
20 августа 2000 года была завершена установка автоматических платформенных ворот на всех станциях линии. Автоматические платформенные ворота были установлены на данной линии ранее чем на других линиях в Токио.
Участок от станции Сироканэ-Таканава до станции Мэгуро используется совместно с линией Намбоку. Стоимость проезда по данному участку рассчитывается исходя исходя из условий соглашения между двумя операторами.
По данным Tokyo Metropolitan Bureau of Transportation, на июнь 2009 года линия была девятой по загруженности в Токио, с пиковой загрузкой на 64 % превышающей нормальную вместимость вагонов на участке между станциями Ниси-Сугамо и Сугамо.

## История

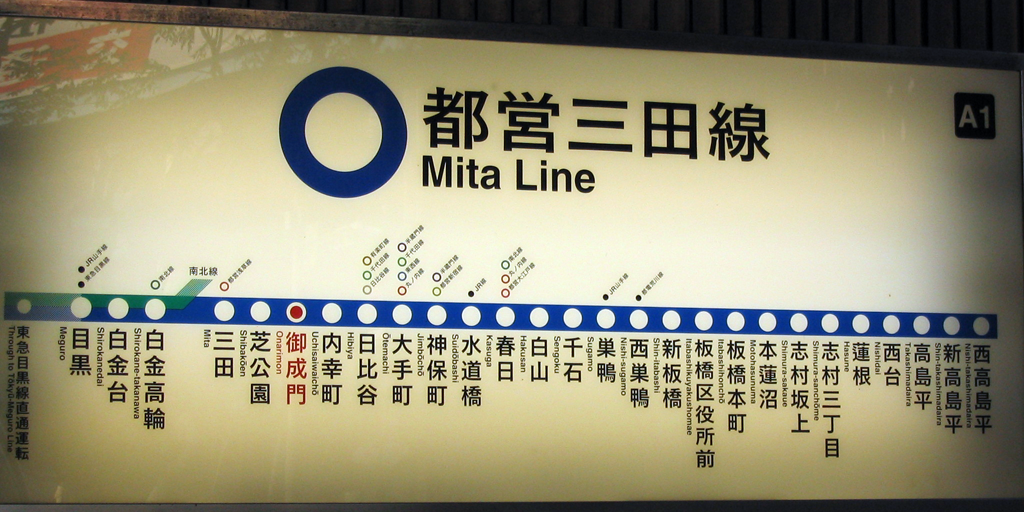
Диаграмма линии

Первый участок линии от станции Сугамо до станции Такасимадайра (10,4 км) был открыт 27-го декабря 1968 года. Далее на юг линия была продленны на 7,3 километра до станции Хибия 30-го июня 1972 года и ещё на 3,3 километра до станции Мита 27-го ноября 1973 года. 6 мая 1976 года северная часть линии была продлена до станции Ниси-Такасимадайра. 26 сентября 2000 года был открыт последний 4-х километровый участок линии от станции Мита до станции Мэгуро, что сделало возможным начало сквозного сообщения с линей Мэгуро.

## Станции
Все станции расположены в Токио.
| Номер станции | Станция            | Японское название | Расстояние (км) | Расстояние (км) | Пересадки | Расположение |
| Номер станции | Станция            | Японское название | Между станциями | Всего           | Пересадки | Расположение |
| ------------- | ------------------ | ----------------- | --------------- | --------------- | --- | ------------ |
| I-01          | Мэгуро             | 目黒              | -               | 0.0             | Линия Мэгуро (сквозное сообщение) Линия Намбоку (N-01) (совместно) Линия Яманотэ                                                                                   | Синагава     |
| I-02          | Сироканэдай        | 白金台            | 1.3             | 1.3             | Линия Намбоку (N-02) (совместно) | Минато       |
| I-03          | Сироканэ-Таканава  | 白金高輪          | 1.0             | 2.3             | Линия Намбоку (N-03) (совместно) | Минато       |
| I-04          | Мита               | 三田              | 1.7             | 4.0             | Линия Асакуса (A-08) Линия Яманотэ Линия Кэйхин-Тохоку (Тамати) | Минато       |
| I-05          | Сиба-Коэн          | 芝公園            | 0.6             | 4.6             | | Минато       |
| I-06          | Онаримон           | 御成門            | 0.7             | 5.3             | | Минато       |
| I-07          | Утисайваитё        | 内幸町            | 1.1             | 6.4             | | Тиёда        |
| I-08          | Хибия              | 日比谷            | 0.9             | 7.3             | Линия Хибия (H-07) Линия Тиёда (C-09) Линия Юракутё (Юракутё: Y-18) Линия Яманотэ Линия Кэйхин-Тохоку (Юракутё) подземный проход до станций Гиндза и Хигаси-Гиндза | Тиёда        |
| I-09          | Отэмати            | 大手町            | 0.9             | 8.2             | Линия Маруноути (M-18) Линия Тодзай (T-09) Линия Тиёда (C-11) Линия Хандзомон (Z-08)                                                                               | Тиёда        |
| I-10          | Дзимботё           | 神保町            | 1.4             | 9.6             | Линия Синдзюку (S-06) Линия Хандзомон (Z-07) | Тиёда        |
| I-11          | Суйдобаси          | 水道橋            | 1.0             | 10.6            | Линия Тюо-Собу | Бункё        |
| I-12          | Касуга             | 春日              | 0.7             | 11.3            | Линия Оэдо (E-07) Линия Маруноути (Коракуэн: M-22) Линия Намбоку (Коракуэн: N-11)                                                                                  | Бункё        |
| I-13          | Хакусан            | 白山              | 1.4             | 12.7            | | Бункё        |
| I-14          | Сэнгоку            | 千石              | 1.0             | 13.7            | | Бункё        |
| I-15          | Сугамо             | 巣鴨              | 0.9             | 14.6            | Линия Яманотэ | Тосима       |
| I-16          | Ниси-Сугамо        | 西巣鴨            | 1.4             | 16.0            | Линия Тодэн Аракава (Син-Косиндзука) | Тосима       |
| I-17          | Син-Итабаси        | 新板橋            | 1.0             | 17.0            | Линия Сайкё (Итабаси) | Итабаси      |
| I-18          | Итабаси-Куякусёмаэ | 板橋区役所前      | 0.9             | 17.9            | | Итабаси      |
| I-19          | Итабаси-Хонтё      | 板橋本町          | 1.2             | 19.1            | | Итабаси      |
| I-20          | Мотохасунума       | 本蓮沼            | 0.9             | 20.0            | | Итабаси      |
| I-21          | Симура-Сакауэ      | 志村坂上          | 1.1             | 21.1            | | Итабаси      |
| I-22          | Симура-Сантёмэ     | 志村三丁目        | 0.9             | 22.0            | | Итабаси      |
| I-23          | Хасунэ             | 蓮根              | 1.2             | 23.2            | | Итабаси      |
| I-24          | Нисидай            | 西台              | 0.8             | 24.0            | | Итабаси      |
| I-25          | Такасимадайра      | 高島平            | 1.0             | 25.0            | | Итабаси      |
| I-26          | Син-Такасимадайра  | 新高島平          | 0.7             | 25.7            | | Итабаси      |
| I-27          | Ниси-Такасимадайра | 西高島平          | 0.8             | 26.5            | | Итабаси      |

1. ↑  Станция Мэгуро используются совместно Toei, Tokyo Metro и Tokyu Corporation; управляет станцией компания Tokyu Corporation.
2. 1 2  Станции Сироканэдай и Сироканэ-таканава используются совместно Toei и Tokyo Metro; Управляет обеими станциями компания Tokyo Metro.

## Подвижной состав

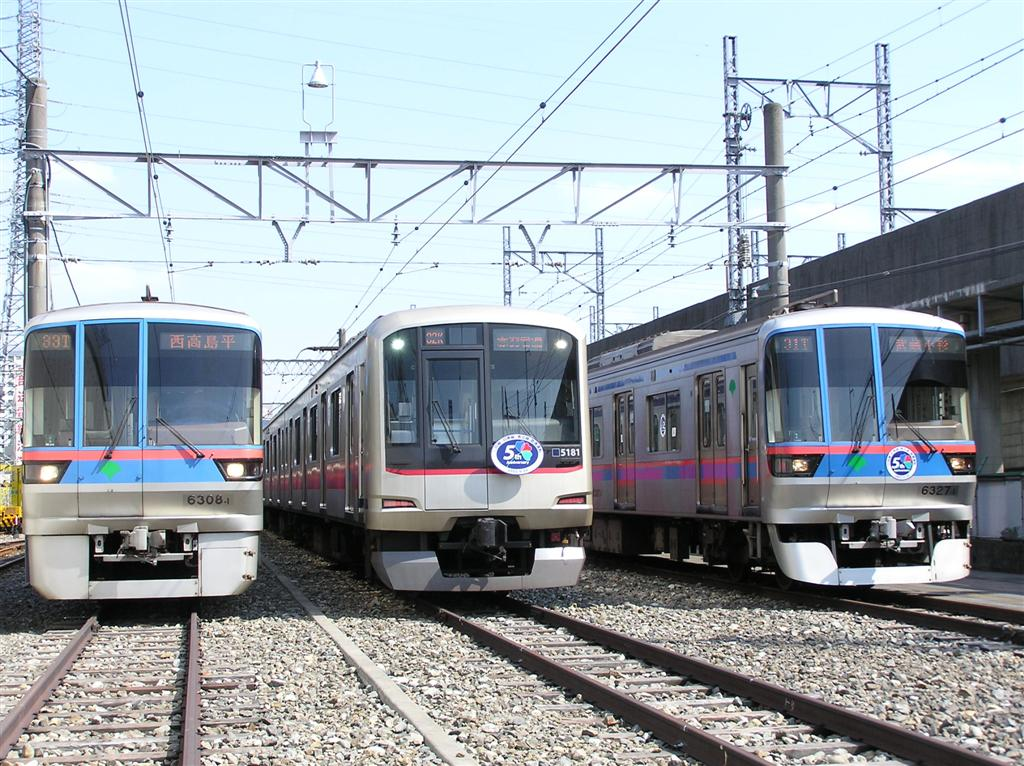
Составы серии 6300 (по бокам) и серии Tōkyū 5080 (в центре) в депо Симура

### Нынешний
- Toei 6300 series
- Tōkyū 3000 series
- Tōkyū 5080 series

### Использованный в прошлом
- Toei 6000 series
- Toei 10-000 series

### Депо
- Депо Симура у станции Такасимадайра

## Примечание
1. ↑  東京都交通局ホーム – 経営情報 – 交通局の概要 – 都営地下鉄 Архивная копия от 29 сентября 2016 на Wayback Machine Дата обращения: 8 апреля 2024.
2. ↑  Metropolis, «Commute», июнь 12, 2009, стр. 07. Архивная копия от 9 октября 2011 на Wayback Machine Вместимость определяется как возможность всех пассажиров сидеть, либо держаться за стойки.